# Отцы и дети (фильм, 2008)
«Отцы и дети» — российский четырёхсерийный художественный фильм режиссёра Авдотьи Смирновой по роману И. С. Тургенева «Отцы и дети».

## Сюжет
Аркадий Кирсанов и Евгений Базаров — абсолютно разные по мировоззрению люди. В то время, как первый более склонен опираться на мнение старшего поколения, второй совершенно отрицает его и корит своего приятеля за излишнюю мягкотелость, считая, что тот находится под сильным влиянием своих отца и дяди, время которых, по его мнению, прошло. Жизнь ставит перед Евгением неразрешимую для его логического склада ума проблему — приходит любовь.

## В ролях
- Александр Устюгов — Евгений Базаров
- Александр Ратников — Аркадий Кирсанов
- Андрей Смирнов — Павел Петрович Кирсанов
- Анатолий Васильев — Николай Петрович Кирсанов
- Наталья Рогожкина — Анна Сергеевна Одинцова
- Наталья Тенякова — Арина Власьевна, мать Базарова
- Сергей Юрский — Василий Иванович, отец Базарова
- Дарья Белоусова — Катя, сестра Одинцовой
- Екатерина Вилкова — Фенечка
- Наталия Курдюбова — Кукшина
- Геннадий Смирнов — Ситников
- Леонид Ярмольник — доктор
- Анна Цуканова — Дуняша
- Наталья Смирнова — генеральша

## Съёмочная группа
- Режиссёр: Авдотья Смирнова
- Авторы сценария: Авдотья Смирнова, Александр Адабашьян (по роману И. С. Тургенева «Отцы и дети»)
- Оператор: Юрий Райский
- Художник: Александр Адабашьян
- Художник по костюмам: Оксана Ярмольник
- Композитор: Пётр Климов, Алексей Стеблёв
- Звукорежиссёр: Лев Ежов
- Монтаж: Лидия Волохова
- Продюсеры: Анна Каминская, Максим Коропцов

## Работа над сценарием
Идею экранизации «Отцов и детей» Авдотья Смирнова вынашивала семь лет. По её мнению, это едва ли не самый непонятый русский роман. Это произведение о любви и жизни, а не о нигилизме и разрезанных лягушках. «Я очень люблю этот роман и очень часто его перечитываю, всю свою жизнь. И очень его люблю. Я считаю, что у этого романа очень несчастливая судьба. Этот роман, может быть, самый непрочитанный роман в русской классике. С того момента, как он вышел и вокруг него начались споры и скандалы, которые, собственно, привели Тургенева в эмиграцию, этот роман был прочитан и понят как идеологический. А этот роман вообще-то антиидеологический; это роман про то, что любая идеология перед лицом живой жизни и её высшего проявления — любви — терпит фиаско. Это роман о любви. Просто ему очень не повезло. И в XIX веке его мало кто понял. Хотя умные люди прекрасно все поняли: Чехов обожал этот роман».
Александр Адабашьян выступил соавтором сценария и художником-постановщиком. Он признался, что был удивлён, когда Дуня Смирнова предложила ему поработать над сценарием по тургеневскому роману. «Впечатления, оставшиеся от прочтения его в юности, — никакого очарования. Перечитав сейчас, был поражён. В нём как минимум четыре потрясающие любовные истории!»
Работая над сценарием, авторы хотели показать внутренние переклички, заложенные самим Тургеневым, и предложить прочтение «Отцов и детей» как семейного романа. «Это произведение Ивана Сергеевича — роман не политический, как принято считать, а антиполитический. Это история о том, как счастливыми становятся только те, кто идёт на поводу у жизни: Николай Петрович, Аркадий Николаевич. А те, у кого есть идеологическая колея или система, так или иначе терпят человеческое фиаско: Базаров умирает, про Павла Петровича прямо сказано, что „он и был живым мертвецом“».
Чтобы визуализировать авторский текст романа, в сценарии были придуманы образные решения некоторых сцен. Например, в сцене объяснения Базарова и Одинцовой. У Тургенева в авторском тексте содержалось следующее: Анна Сергеевна — роскошная и холодная, Евгений Васильевич рядом с ней чувствует себя чужим, плебеем. Авторы сценария решили, что этот эпизод будет разворачиваться в комнате, заставленной стеклом: бокалы, кувшины и прочее. Герои ходят вокруг стола, на котором выставлено богемское стекло, всё дребезжит. Так создалось ощущение хрупкости. «Когда же Базаров, наконец, обнимает Одинцову, падает кувшин, и она его ловит. А раз она успела его поймать, значит, точно не влюблена, — влюблённая вряд ли бы успела. Плюс к этому такое маяковское овеществление метафоры „слон в посудной лавке“ дало особый визуальный эффект: постоянное преломление лучей, атмосферу воздушного и изящного дворянского мира, который начинает дрожать, когда туда в своих сапогах входит Базаров. У Тургенева этого нет, но, смею надеяться, что Иван Сергеевич сильно возражать бы не стал», считает Смирнова.
В романе Тургенева в тексте от автора проводится параллель между Евгением Васильевичем Базаровым и Павлом Петровичем Кирсановым — это одинаковые человеческие типы, оказавшиеся в разных временных обстоятельствах. Авторы сценария дописали рифму к истории с кольцом, которое в романе Павлу Петровичу подарила его возлюбленная, княгиня Р. В картине Базарову дарит кольцо Одинцова. Добавляется ещё одна деталь, сближающая Базарова и Павла Петровича.

## Кастинг
В роли Павла Петровича Кирсанова режиссёр изначально планировала снимать своего отца Андрея Смирнова, несмотря на то, что между актёром и его персонажем существует разница в возрасте: актёру сильно за 60, а Павлу Петровичу — только 50 лет.
На роли молодых героев режиссёр пригласила актёров Александра Устюгова (Базаров) и Александра Скотникова (Аркадий). Актёры были выбраны по принципу их человеческой близости к образу: в Устюгове, по мнению режиссёра, очень много от Базарова, а в Скотникове — от Аркаши. Авдотью Смирнову не смутило, что актёры «засветились» в «ментовских» сериалах: «У меня предрассудков на эту тему нет. Напротив, я даже люблю ломать амплуа».
В ролях прислуги и дворни снимались артисты театров Брянска и Орла. Сына Фенечки и Николая Кирсанова Митеньку сыграл ребёнок научных работников музея-усадьбы Спасское-Лутовиново — десятимесячный Богдан Ермаков.

## Съёмки

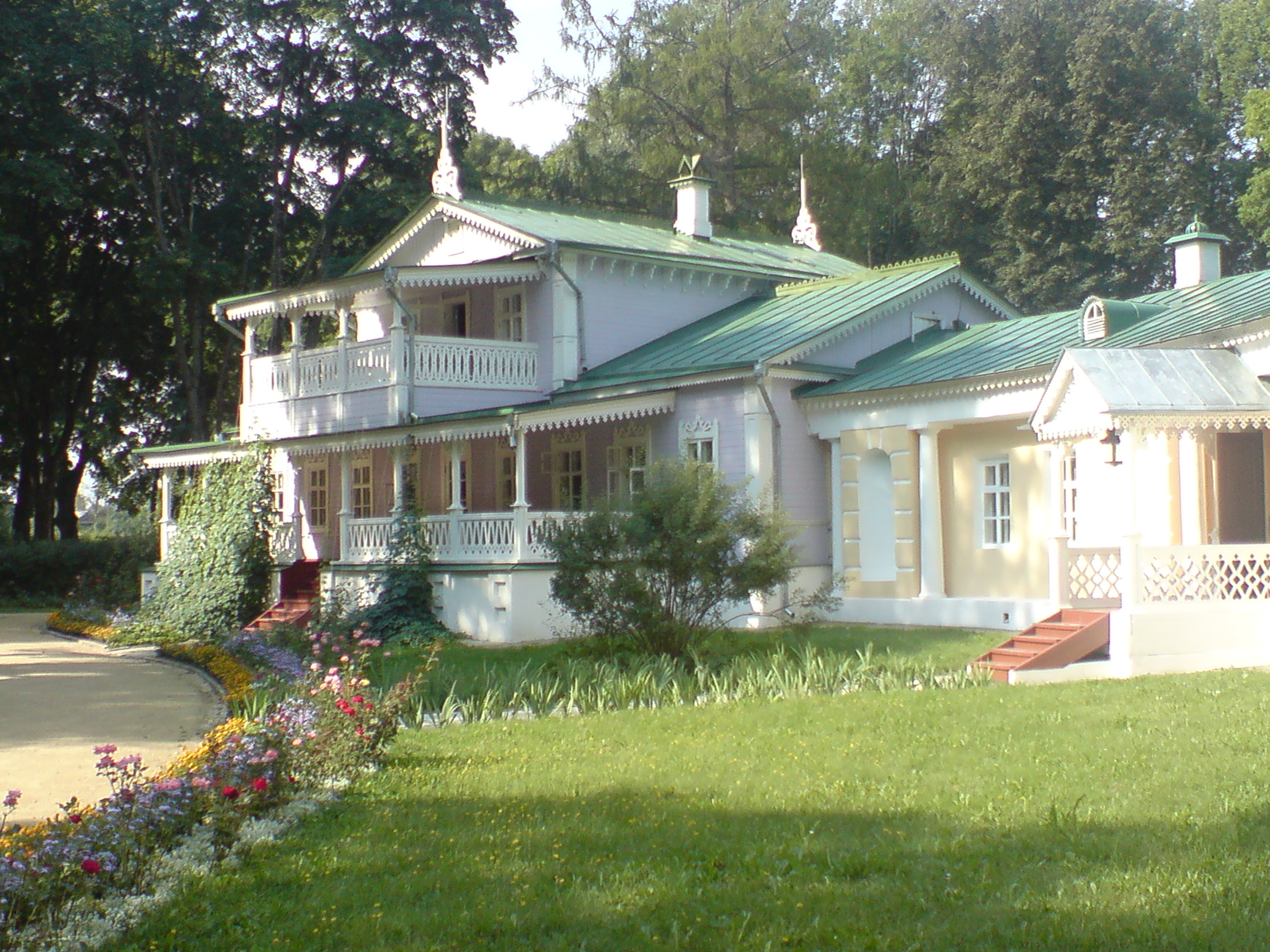
Спасское-Лутовиново. Главный дом усадьбы

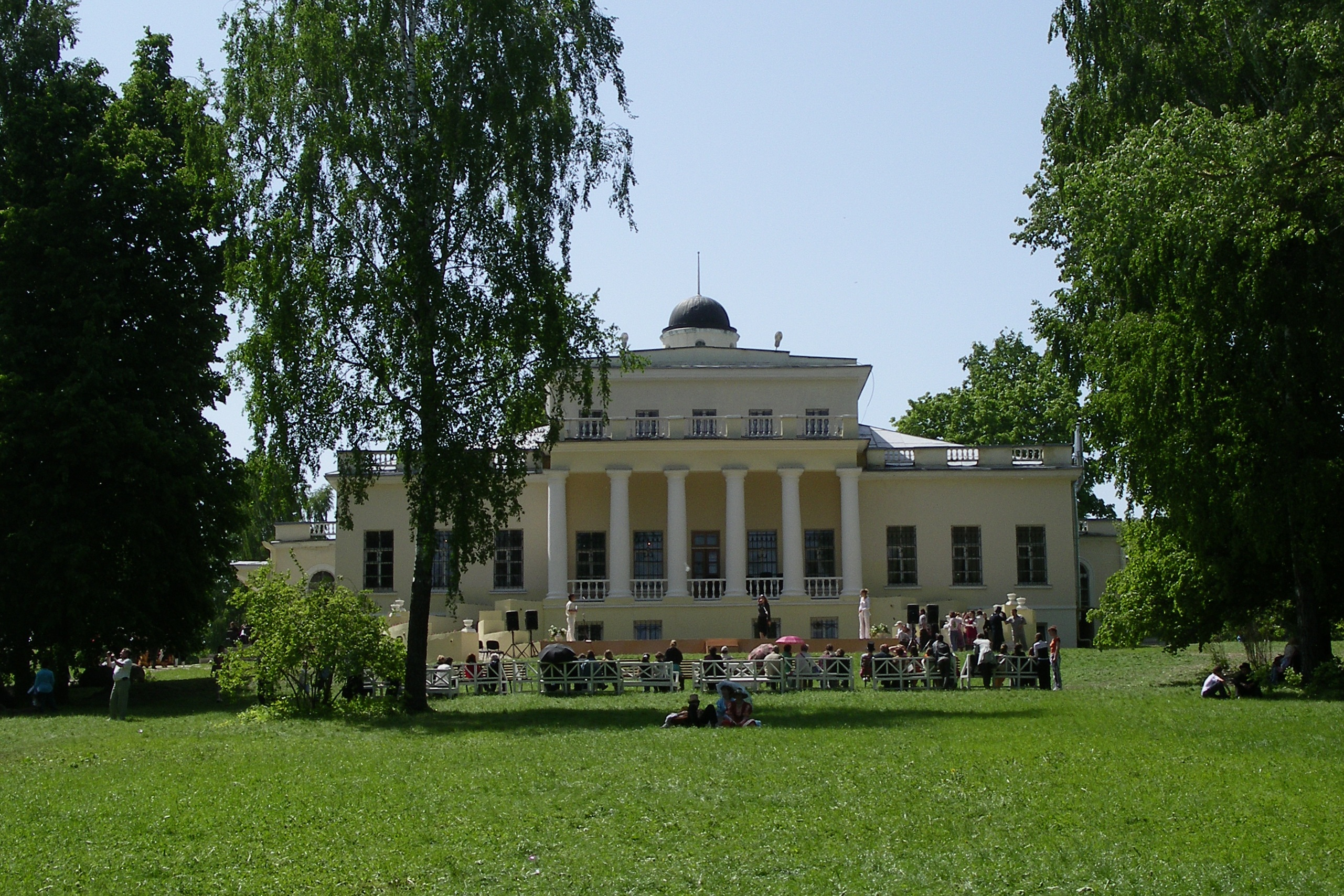
Господский дом в музее-заповеднике «Овстуг»

Создатели фильма старались подчеркнуть разницу в имущественном положении Одинцовой, Базаровых и братьев Кирсановых. В фильме три абсолютно разных имения: Кирсановка (Марьино), Базаровка и имение Одинцовой (Никольское), — разные люди, разные характеры, разные социальные слои. Художник Александр Адабашьян создал среду обитания соответствующую характеру каждого персонажа. Поместье Кирсановых снималось в орловском имении Тургенева «Спасское-Лутовиново». Это старый большой музейный комплекс, в нём — сплошные подлинники, поэтому там запрещено снимать кино. Но создатели фильма получили разрешение снимать во флигеле, в котором предстояли реставрационные работы. В этом флигеле останавливался Тургенев, вернувшись из очередного долгого путешествия. Имение родителей Базарова пришлось строить с нуля: собирали по деревням старые дома. Усадьбу Одинцовой — каменный дом с колоннами в стиле русского классицизма, с парком и прудом, снимали в поместье Тютчева «Овстуг» под Брянском. Имение было разграблено ещё при потомках Тютчева, до революции, а восстановили его уже при советской власти, и это совершенный новодел. Но зато съёмочная группа могла спокойно работать в нём.
Для того, чтобы фильм не оказался историей непонятных и удалённых от сегодняшней реальности людей, всю его фактуру решено было приближать к современности — и по костюмам, и по гриму, и по всему остальному. Александр Адабашьян отмечает, что создатели картины не ставили задачу восстановить стилистику XIX века в чистом виде. «Всё равно для современного зрителя это некий образ, уже созданный в кино, театре, живописи, это некое устоявшееся в сознании прошедшее время. Я помню, когда мы только приступили к „Обломову“ и проводили пробы, то актёров нарядили в подлинные костюмы XIX века. Снимали на натуре, в мосфильмовском саду… Выглядело всё, как опера днём. Поэтому все костюмы там навранные. Кринолинов нет, с мужских фраков убраны буфы с плеч и т. д. То же самое предстоит делать и здесь, в „Отцах и детях“, — всё время подвирать, чтобы сдвинуть представления о реальности. Чтобы максимально убрать дистанцию между зрителем и происходящим на экране, чтобы зритель не смотрел фильм, как костюмно-историческую драму, а сопереживал персонажам, как живым людям». На создание дамских нарядов у художника по костюмам Оксаны Ярмольник ушло пять месяцев.
Квартира Кукшиной снималась в Орле — в музее писателей-орловцев. Губернский бал — в Москве, в музее архитектуры имени А. В. Щусева, улицы уездного города — на натурной площадке «Мосфильма» в декорации «Старая Москва».
Посуду, стилизованную под середину XIX века, изготовили для фильма в Дятькове. Обои для Кирсановки и Базаровки были специально выпущены на Гомельской фабрике.
Съёмки проходили в августе-октябре 2007 года. И в феврале 2008 года снимали сцену посещения стариками Базаровыми могилы сына.